# Yórgos Katsarós
Yórgos Katsarós (en grec moderne : Γιώργος Κατσαρός ; Corfou, 7 mars 1934) est un musicien grec, compositeur de nombreuses chansons au succès populaire.

## Biographie
Il étudie à l’Université Panteion d’Athènes et au Théâtre grec.
À partir de 1959, il est l’auteur de nombreuses compositions, qui sont jouées au théâtre, au cinéma, à la radio et à la télévision, et enregistrées sur des albums.
Durant la dictature des colonels, il est le chef d'orchestre de la Fondation de la Radio nationale (Ethnikó Ídryma Radiofonías, EIR - Εθνικό Ίδρυμα Ραδιοφωνίας, ΕΙΡ).
Katsarós épouse en 1969 la chanteuse Marinella, avec qui il a deux enfants.
Il est supporter du club du Panathinaïkos, dont il a été membre du conseil d’administration.

## Œuvre
Également instrumentiste (saxophone alto), il a enregistré de nombreux disques et collabore avec Yánnis Theodorídis, Nana Mouskouri et Mímis Pléssas.
Il est l’auteur en 1967 de la musique de l’Hymne du 21 avril, à la gloire de la dictature des colonels.
En 1972, il écrit la musique de La Comtesse de Corfou (en) (I Kómissa tis Kérkyras - Η κόμησσα της Κέρκυρας) d'Alékos Sakellários.

## Principales chansons
- 1964 : Káthe limáni kai kaimós (Κάθε λιμάνι και καημός), paroles : Pythagoras, interprètes : Pános Gavalás (en), Ría Koúrti (el)
- 1967 :
  - Píso apó tis kalamiés (Πίσω από τις καλαμιές), paroles : Pythagoras, interprète : Marinella
  - O Ýmnos tis 21is Aprilíou (Ο Ύμνος της 21ης Απριλίου), paroles : Yórgos Ikonomídis (el), interprète : Grigóris Bithikótsis
- 1969 : O Epipólaios (Ο επιπόλαιος), paroles : Pythagoras, interprète : Yánnis Kalatzís
- 1970 : Kyrá Geórgaina (Κυρά Γιώργαινα), paroles : Pythagoras, interprète : Yánnis Kalatzís
- 1971 :
  - Den ypárchei eftychía (Δεν υπάρχει ευτυχία), paroles : Pythagoras, interprète : Lítsa Diamánti (en)
  - O Stamoúlis o lochías (Ο Σταμούλης ο λοχίας), paroles : Pythagoras, interprète : Yánnis Kalatzís
- 1973 : O Napolitános (Ο Ναπολιτάνος), paroles : Pythagoras, interprète : Marinella
- 1974 : Patissíon kai Stournára (Πατησίων και Στουρνάρα) ; paroles : Pythagoras, interprète : Marinella
- 1979 : Drómoi tis Athínas (Δρόμοι της Αθήνας), paroles : Pythagoras, interprète : Ilías Klonarídis